# Mata de Plátano (ort i Honduras)
Mata de Plátano är en ort i Honduras.   Den ligger i departementet Departamento de Francisco Morazán, i den centrala delen av landet, 60 km norr om huvudstaden Tegucigalpa. Mata de Plátano ligger 1 095 meter över havet och antalet invånare är 1 151.
Terrängen runt Mata de Plátano är huvudsakligen kuperad. Mata de Plátano ligger uppe på en höjd. Runt Mata de Plátano är det ganska glesbefolkat, med 22 invånare per kvadratkilometer. Närmaste större samhälle är El Suyatal, 11,7 km sydost om Mata de Plátano.  